# Ramiro Soriano
Ramiro Soriano Arce (La Paz, Bolivia; 1956) es un Director de Orquesta y músico boliviano, uno de los directores de orquesta y coro bolivianos más importantes y reconocidos por su gran contribución a la música boliviana. Trabajó extensamente el repertorio colonial, la música folklórica, popular y contemporánea bolivianas.
Es también compositor y tiene obras para piano, coro, sinfónicas, para diversos instrumentos solos y de cámara.

## Biografía
Ramiro Soriano Arce egresó en 1975 del Conservatorio Nacional de Música de La Paz, Bolivia. Posteriormente estudió dirección de orquesta con el maestro Rubén Vartanyan y dirigió por primera vez la Orquesta Sinfónica Nacional de Bolivia en 1976. En 1979 el gobierno de la URSS le otorga una beca para estudiar la carrera de dirección orquestal en el Conservatorio Chaikovski culminando estudios en 1982 obteniendo el master en Artes en la especialidad de Dirección de Orquesta Sinfónica y Opera. Estudió con Boris Jaykin y Gennady Rozhdestvensky. Entre 1982 y 1985 realiza la Aspirantura, posgrado del Conservatorio de Moscú recibiendo el título máximo que ofrece este instituto a los directores de orquesta.
Desde 1982 hasta 1991 fue director titular Orquesta Sinfónica Nacional de Bolivia.
Desde 1982 a la fecha es director de Coral Nova.
En 1990 fue fundador y director titular Orquesta Sinfónica Nacional de Honduras, que dirigió hasta 1994.
En 1995 creó la Orquesta de Cámara de La Paz.
Dirigió la Orquesta Filarmónica de Louisiana, Orquesta Filarmónica de Bogotá, Orquesta Sinfónica Nacional del Ecuador, Orquesta Sinfónica de Tegucigalpa, Orquesta Municipal de San Pedro de Sula (Honduras), el Ensamble de Solistas de la Orquesta Sinfónica de Rusia. 
Su labor de difusión de la música colonial boliviana como director de Coral Nova tiene más de 20 años de labor continua con innumerables grabaciones discográficas. Como director Coral también trabajó sistemáticamente la música folklórica boliviana creando una escuela de arreglistas salidos de la propia Coral Nova. Otra de sus contribuciones está en el estreno de música boliviana del siglo XX, especialmente para coro y trabajos orquestales de autores bolivianos.
Como compositor tiene composiciones para orquesta, música de cámara, instrumentos solos así como numerosas obras corales a capella, obras para piano y canciones para piano o guitarra y voz.

## Premios
- Medalla Cultural de la Universidad Católica Boliviana[1]
- Diploma al Mérito Cultural de la Asociación Boliviana "Pro Arte".
- Premio "Hans Roth" de la Asociación Pro Arte y Cultura.
- Condecoración "Prócer Pedro Domingo Murillo" en el grado de Honor al Mérito, otorgada por el Gobierno Municipal de la ciudad de La Paz.

## Discografía (selección)
- http://www.boliviacultural.com/internacional/catalogo.php?manufacturers_id=193 (enlace roto disponible en Internet Archive; véase el historial, la primera versión y la última).

- http://www.boliviacultural.com/internacional/index.php?manufacturers_id=194 (enlace roto disponible en Internet Archive; véase el historial, la primera versión y la última).